# Marisol Nichols

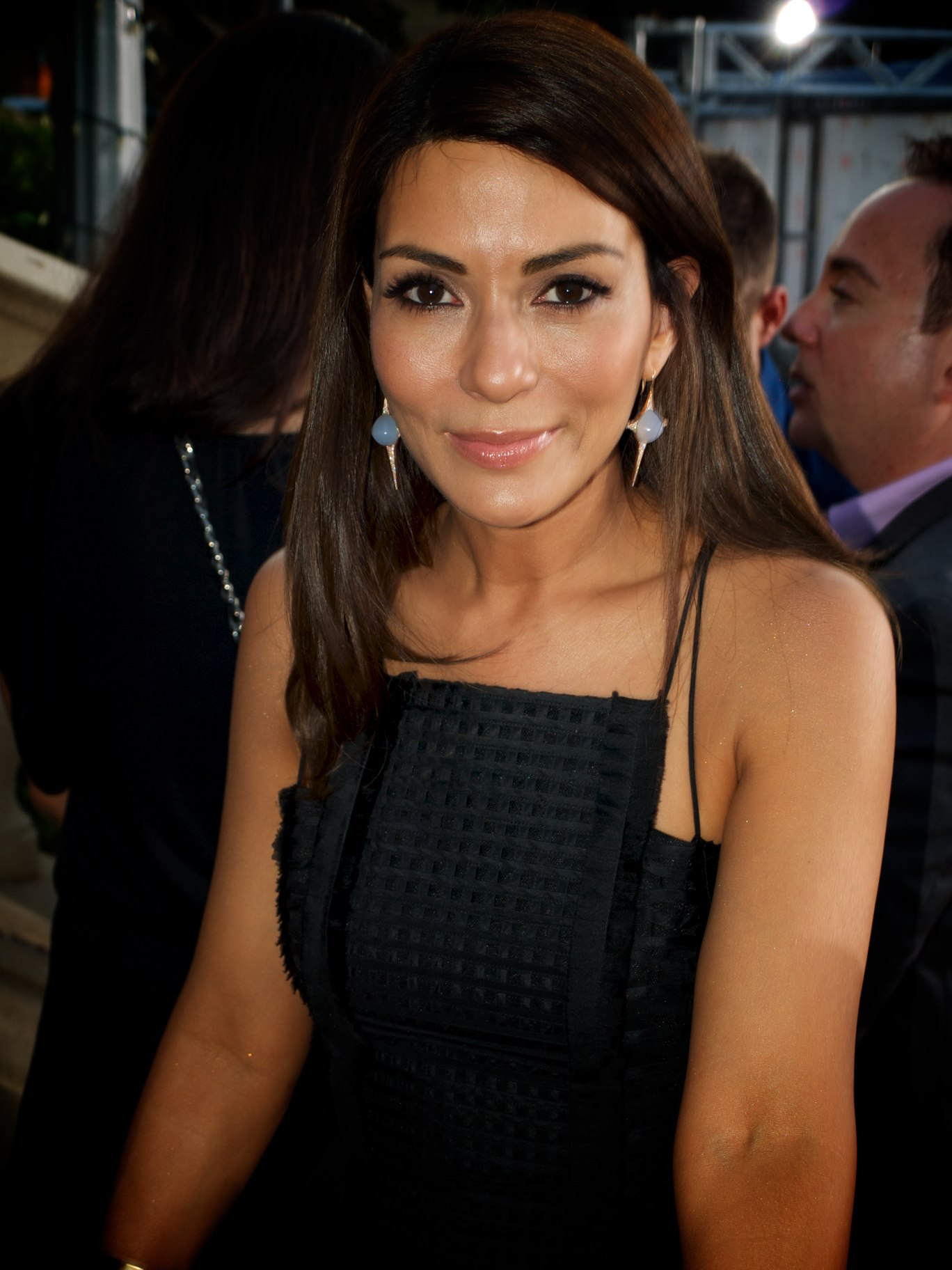
Marisol Nichols (2012)

Marisol Nichols  (ur. 2 listopada 1973 w Chicago) – amerykańska aktorka filmowa i telewizyjna.

## Życiorys
Nichols urodziła się w Chicago w 1973 roku. Jej ojciec był pochodzenia węgierskiego i rumuńskiego, a matka, Maria, pochodzenia hiszpańskiego i meksykańskiego. Wychowała się w Naperville. Ma dwóch młodszych braci.
Jako aktorka zadebiutowała w 1996 w epizodycznej roli w serialu Beverly Hills, 90210. Sławę przyniosła jej rola w filmie Księżniczka i żołnierz oraz role w licznych serialach telewizyjnych (m.in 24 godziny).
Nichols jest członkinią Kościoła Scjentologii. W latach 1995–1998 jej mężem był Andrea Sorrentino. 13 kwietnia 2008 wyszła za mąż za Tarona Lextona, z którym ma córkę Rain Indię. W 2019 małżeństwo zakończyło się rozwodem.

## Filmografia
- 1997: W krzywym zwierciadle: Wakacje w Vegas (Vegas Vacation) jako Audrey Griswold
- 1997: Krzyk 2 (Scream 2) jako Dawnie
- 1998: Mafia! (Jane Austen's Mafia!) jako Carla
- 1998: Szalona impreza (Can't Hardly Wait) jako Groupie
- 1999: Wielka heca Bowfingera (Bowfinger) jako młoda aktorka na kastingu
- 2001: Księżniczka i żołnierz (The Princess & the Marine) jako Meriam Al-Khalifa
- 2001: 24 godziny (24, serial TV) jako Nadia Yassir
- 2004: Bezpieczeństwo narodowe (Homeland Security) jako Jane Fulbar
- 2005: Ślepa sprawiedliwość (Blind Justice, serial TV) jako Karen Bettancourt
- 2006: Agent XXL 2 (Big Momma's House 2) jako Liliana Morales
- 2006: Skazani za niewinność (In Justice, serial TV) jako Sonya Quintano
- 2007: Oddział specjalnej troski (Delta Farce) jako Maria
- 2007: Powrót do życia (Life, serial TV) jako Whitney „Plum” Paxman
- 2008: Skazaniec (Felon) jako Laura Porter
- 2010: The Gates: Za bramą tajemnic (The Gates) (serial TV) jako Sarah Monohan
- 2012: Świętoszki z Dallas (GCB, serial TV) jako Heather Cruz
- 2014–2015: Agenci NCIS (NCIS, serial TV) jako Zoe Keates
- 2015–2016: Zabójcze umysły (Criminal Minds, serial TV) jako Natalie Colfax
- 2015–2016: Teen Wolf: Nastoletni wilkołak (Teen Wolf) jako Corinne
- 2017–2023: Riverdale (serial TV) jako Hermione Lodge
- 2018: Cucuy: The Boogeyman jako Rebecca Martin